# Гильер, Алехандро
Алехандро Рене Элеодоро Гильер Альварес (исп. Alejandro René Eleodoro Guillier Álvarez, 5 марта 1953 года, Ла-Серена, Кокимбо, Чили) — чилийский социолог, теле- и радиожурналист, независимый политик. Сенатор 2-го округа Антофагасты (2014—2022). Кандидат в  президенты Чили на выборах 2017 года.

## Биография
Родился в 1954 году в семье Алехандро Гильера Оссы и Марии Ракель Альварес Монтеррей.
Окончил Лисео де Хомбре в Антофагасте, а затем продолжил обучение в  Университете Католика дель Норте.
Начал свою карьеру в СМИ в газете «Северная звезда» (исп. La Estrella del Norte), а также корреспондентом  на станции Radio Cooperativa и в журнале «Сегодня». 
Позднее Гильер переехал в Сантьяго, чтобы работать в Radio Chilena. Он служил в качестве пресс-директора исчезнувшей ныне газеты El Metropolitano 4.
Масон.

## Политическая карьера
В феврале 2013 года он принял решение баллотироваться в качестве кандидата в Сенат Чили на парламентских выборах того же года при поддержке Социал-демократической радикальной партии (PRSD). На выборах 17 ноября 2013 года он был избран и вступил в должность сенатора 11 марта 2014 года. 
В апреле 2017 года журналист Рауль Сор опубликовал книгу «Алехандро Гильер. Перед лицом страны», где политик объясняет в ходе трёх длительных интервью свои политические мысли.
Выдвинут левоцентристской коалицией Новое большинство как кандидат в президенты страны на выборах 2017 года. Его кандидатуру также поддержали партии правящей коалиции Партия за демократию, Социалистическая партия Чили, Социал-демократическая радикальная партия и Коммунистическая партия Чили. В первом туре, прошедшем 19 ноября 2017 года, Гильер набрал 22,64 % голосов, заняв второе место. Во втором туре в декабре 2017 года набрал 45.43 % и уступил экс-президенту Чили Себастьяну Пиньера.

## Личная жизнь
Женат на Марии Кристине Фарге Эрнандес. Отец троих детей: Андреаса, Кристобаля и Алехандро.